# Joel Asaph Allen
Joel Asaph Allen (Springfield, 19 juli 1838 – 29 augustus 1921) was een Amerikaans zoöloog en ornitholoog.
Allen studeerde aan de Harvard-universiteit, waar hij onder andere les kreeg van Louis Agassiz. Hij nam in 1865 deel aan Agassiz’ expeditie naar Brazilië (om restanten van een ijstijd te zoeken) en enkele expedities binnen de Verenigde Staten.
In 1872 werd hij assistent-ornitholoog voor het Museum of Comparative Zoology aan Harvard.
In 1873 werd Allen hoofd van de biologen van de Northern Pacific Railroad expeditie, die ging van Bismarck naar Yellowstone. Allen deed tevens in Florida zoölogische verkenningen.
Samen met Elliott Coues en William Brewster richtte Allen in augustus 1883 de American Ornithologists' Union op. Allen werd gekozen tot de eerste voorzitter van deze organisatie.
Allen was de eerste conservator voor de vogels en zoogdieren in het American Museum of Natural History en later het eerste hoofd van  de afdeling ornithologie van dit museum. Allen was tevens lid van de American Association for the Advancement of Science en de American Philosophical Society.
In 1877 formuleerde Allen zijn regel van Allen, die de relatie aangeeft tussen het klimaat en de lichaamsbouw van een dier.
Naast een groot aantal artikelen schreef Allen de volgende boeken:
- Mammals and Winter Birds of Eastern Florida, (1871)
- The American Bisons, (1876)
- Monographs of North American Rodentia (with Elliott Coues, 1877)
- History of North American Pinnipedia, (1880)
- Mammals of Patagonia, (1905)
- The Influence of Physical Conditions in the Genesis of Species, (1905)
- Ontogenetic and Other Variations in Musk-Oxen (1913).

- Bibsys: 5076223
- Biblioteca Nacional de España: XX1508165
- Bibliothèque nationale de France: cb12277934q (data)
- Catàleg d'autoritats de noms i títols de Catalunya: 981060927668706706
- CiNii: DA13570679
- Gemeinsame Normdatei: 117254282
- International Standard Name Identifier: 0000 0000 8349 0658
- Library of Congress Control Number: n50036582
- Nationale Bibliotheek van Tsjechië: xx0177239
- Nationale Bibliotheek van Israël: 987007376947405171
- Nederlandse Thesaurus van Auteursnamen: 297869582
- Réseau des bibliothèques de Suisse occidentale: 02-A002919707
- Istituto Centrale per il Catalogo Unico: UBOV185201
- SNAC: w65d9h1k
- Système universitaire de documentation: 130675520
- Virtual International Authority File: 71203
- WorldCat: E39PBJtxgjgGGP3txpF6vkpMfq